# Мирской проезд
Мирско́й переулок — проезд, расположенный в Северном административном округе города Москвы на территории Савёловского района.

## История
Проезд получил своё название в конце XIX века, происхождение названия неизвестно.

## Расположение
Мирской проезд проходит от улицы Верхняя Масловка на северо-восток до Мишиной улицы. Общая длина проезда 125 м. Дома, расположенные по сторонам Мирского проезда, относят либо к улице Верхняя Масловка, либо к улице Мишиной. Домов с адресом по Мирскому проезду не существует.

## Транспорт

### Наземный транспорт
По Мирскому проезду не проходят маршруты наземного общественного транспорта. Юго-восточнее проезда расположены остановки «Улица Верхняя Масловка» (на улице Верхняя Масловка) автобусов № 22, 727 и «Магазин „Оптика“» (в Петровско-Разумовском проезде) автобуса № 22.

### Метро
- Станции метро «Петровский парк» Большой кольцевой линии и «Динамо» Замоскворецкой линии — юго-западнее проезда, на Ленинградском проспекте